# Iris Citoyen
L’iris Citoyen est une variété d'iris hybride. (Parents : 'Sostenique' × ('Misty Dawn' × 'Bateau Ivre')).
- Catégorie : Grand Iris de Jardin (TB).
- Création : P.C. Anfosso (1989).
- Description : beige orangé sur beige doré bordé framboise à barbe orange ; vigoureux.
- Floraison : moyen.

no  d'enregistrement : R89-180.
- Taille : 90 cm.